# Fransträdnuding
Fransträdnuding, kvastsnäcka eller busksnigel (Dendronotus frondosus) är en nakensnäcka som förekommer i norra Atlanten, inklusive Nordsjön. Längs den europeiska kusten förekommer den söderut till Frankrike, samt omkring Brittiska öarna. 

## Kännetecken
Fransträdnudingen är en stor, avlång och hög nakensnäcka med platta kanter och parvisa utskott längs med kroppen. Ryggutskotten är skira och grenade som buskar. Doftutskotten (rinoforerna) på huvudet är försedda med tydliga kragar. Färgen varierar stort mellan olika individer. De kan vara vita, gula eller brunröda. Helvita exemplar kan också förekomma liksom individer med gulaktiga fläckar. Gälarna har samma färg som resten av djuret. Det finns flera förväxlingsarter i våra vatten och arter inom släktet kan vara svåra att skilja åt. På våren kan det finnas många av dem i tångbältet. De betar olika arter av hydroider. Snäckan blir cirka 10 centimeter lång.

## Levnadssätt
Kvastsnäckor äter rörpolyper, ett slags hydrozoer.